# Антониу-Диас
Антониу-Диас (порт. Antônio Dias) — муниципалитет в Бразилии, входит в штат Минас-Жерайс. Составная часть мезорегиона Вали-ду-Риу-Доси. Входит в экономико-статистический  микрорегион Ипатинга. Население составляет 10 245 человек на 2006 год. Занимает площадь 877,844 км². Плотность населения — 11,7 чел./км².

## История
Город основан 1 июня 1912 года.

## Статистика
- Валовой внутренний продукт на 2003 год составляет 60 383 624,00 реалов (данные: Бразильский институт географии и статистики).
- Валовой внутренний продукт на душу населения на 2003 год составляет 5947,37 реалов (данные: Бразильский институт географии и статистики).
- Индекс развития человеческого потенциала на 2000 год составляет 0,661 (данные: Программа развития ООН).